# Eragon (film)

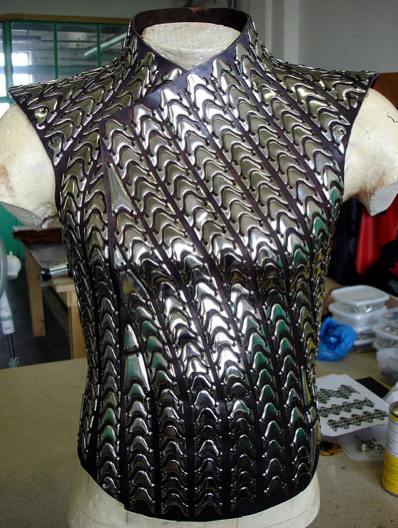
Kostuum van Ed Speelers als Eragon, gemaakt door Whitaker Malem

Eragon is een film die is gebaseerd op het boek Eragon van auteur Christopher Paolini. De film werd op 14 december 2006 uitgebracht door 20th Century Fox. De opnames voor de film waren al in augustus 2005 begonnen in de Hongaarse Mafilm Fót Studio's. De regie van Eragon was in handen van Stefen Fangmeier, die eerder bekend werd door het verzorgen van special effects bij andere films, en die nu zijn regiedebuut maakte. Het scenario van de film werd geschreven door Peter Buchman, die ook het scenario schreef van Jurassic Park III. De productie werd verzorgd door John A. Davis (I) en Wyck Godfrey.
In de film spelen onder meer Jeremy Irons, John Malkovich, Robert Carlyle, Djimon Hounsou, Alun Armstrong, Garrett Hedlund, Sienna Guillory (als de elf Arya) en in de hoofdrol (van Eragon) Edward Speleers.

## Het verhaal
De boerenjongen Eragon vindt een blauwe steen, waarmee hij denkt het geluk op zijn hand te hebben. Misschien kan hij hiermee namelijk eten voor zijn familie kopen. Maar wanneer uit de steen een draak komt en het dus een drakenei blijkt te zijn, realiseert hij zich dat hij een schat heeft gevonden. Een schat die weleens net zo oud kan zijn als het Koninkrijk. Nadat de draak hem aangeraakt heeft wordt hij een echte Drakenrijder. De vondst leidt tot een voorbestemde reis, ondertussen beseft Eragon dat hij de enige is die zijn thuisland kan beschermen tegen de boosaardige koning Galbatorix. Door de vondst verandert er ook veel in Alagaesia en is het aan Eragon, de nieuwe Rijder, om Alagaesia te redden van Galbatorix.
Eldest, in het Nederlands uitgegeven onder de naam Oudste, is het tweede deel van serie van Christopher Paolini. Het derde en het op een na laatste boek heet Brisingr, een woord uit de oude taal (de betekenissen staan achterin elk boek) en het betekent Vuur. Het is de eerste bezwering/spreuk die Eragon onbewust gebruikt om een pijl in lichterlaaie te zetten, die hij als goede en precieze sluipschutter-jager naar een Urgal schiet. Het vierde en laatste boek is eind 2011 uitgekomen en heet 'Erfenis'. Op de eerste bladzijde van het eerste boek van Eragon wordt beschreven hoe de Urgals een schim dienen die op dat moment nog geen naam heeft, later blijkt dat de schim Durza heet en uiteindelijk wordt deze door Eragon verslagen. Op het einde zien we hoe Galbatorix zich gereedmaakt om zelf ten strijde te trekken.